# Koninklijk Museum van het Leger en de Krijgsgeschiedenis

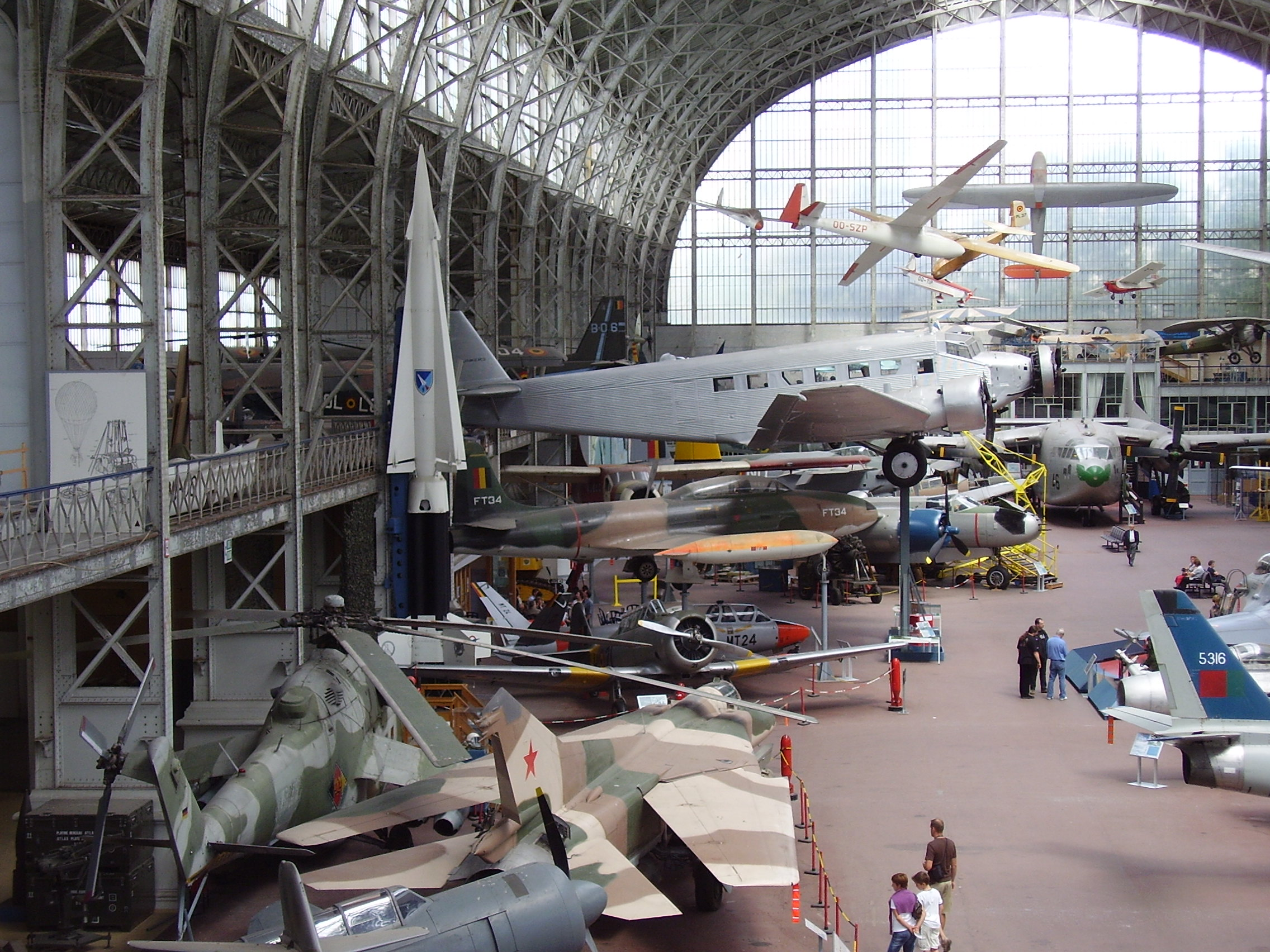
Vliegtuighal in het museum (2007)

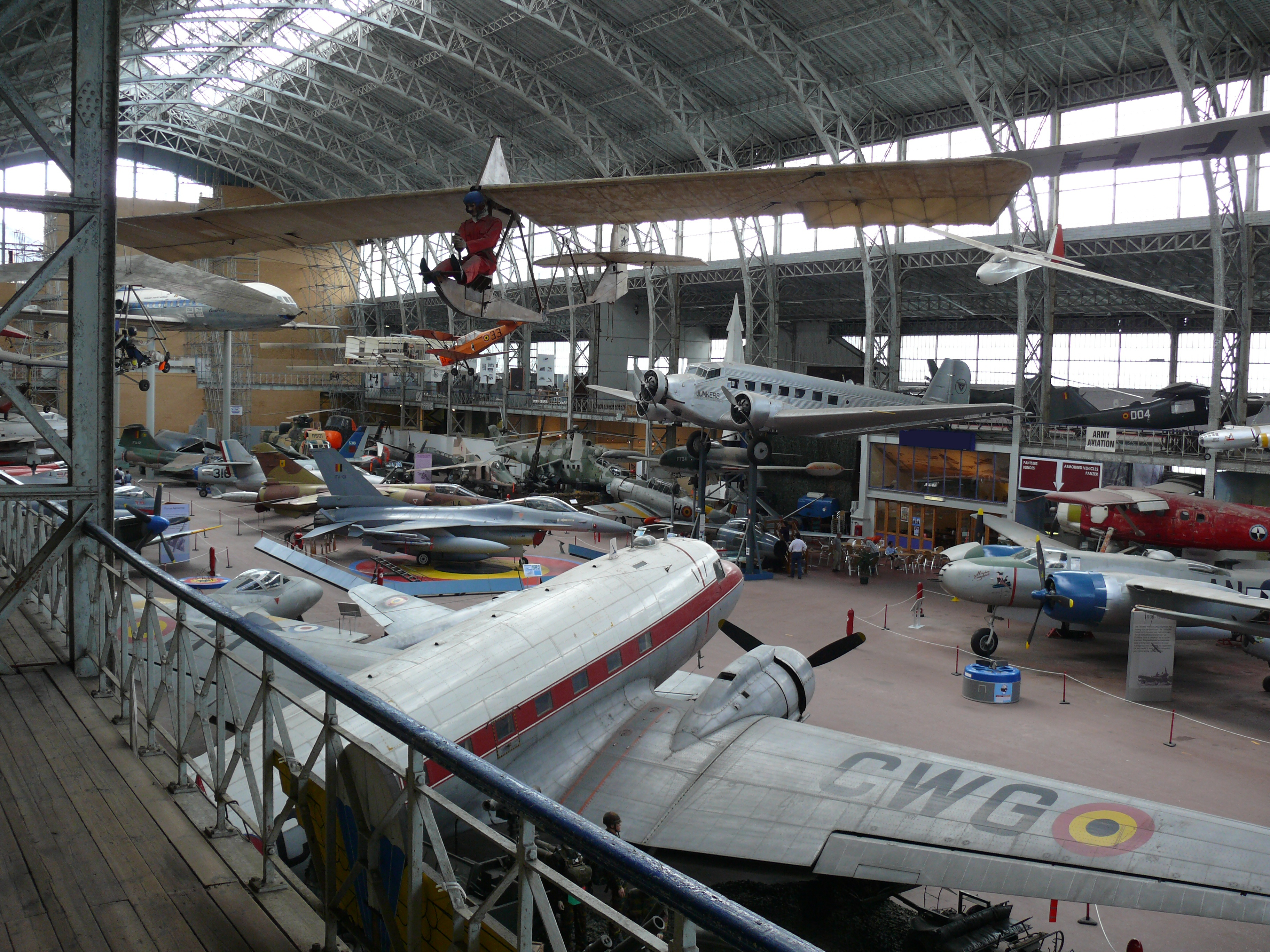
Vliegtuighal in het museum (2011)

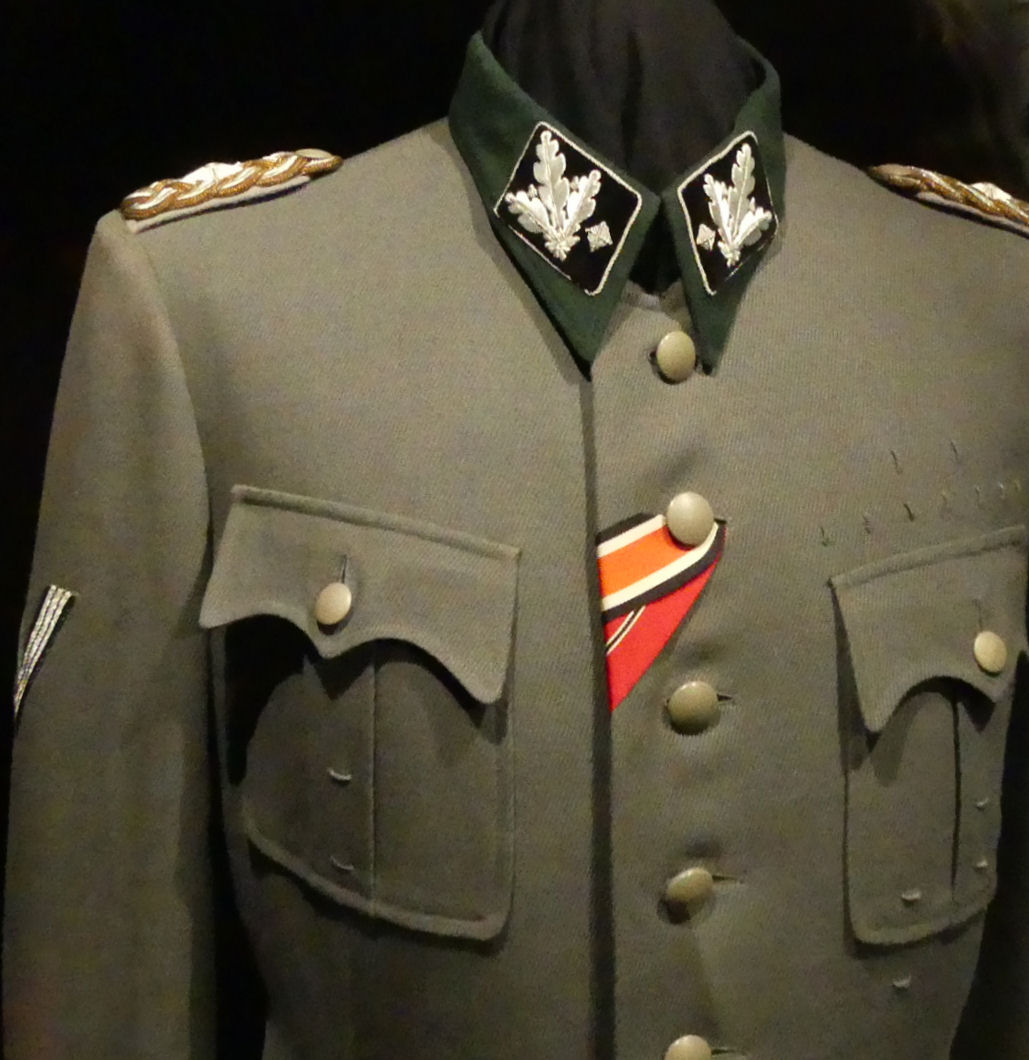
Uniform, toegeschreven aan Fegelein. Dit topstuk werd op een veiling gekocht.

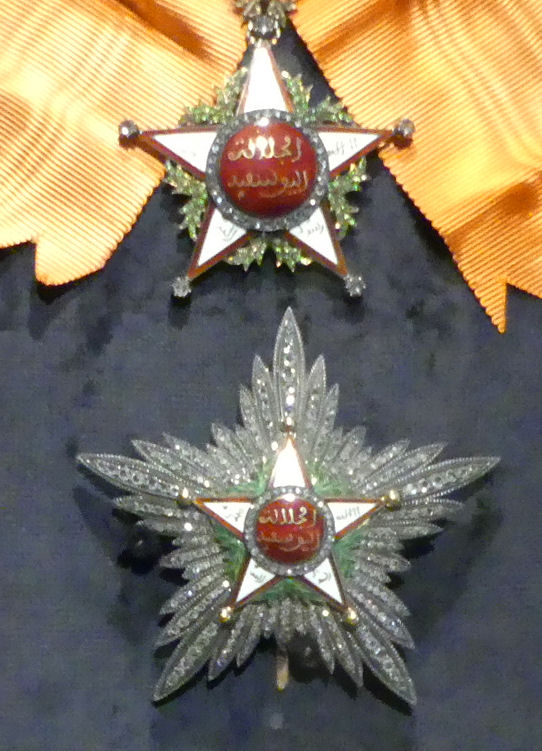
Ster met briljanten, gegeven aan koning Albert I.

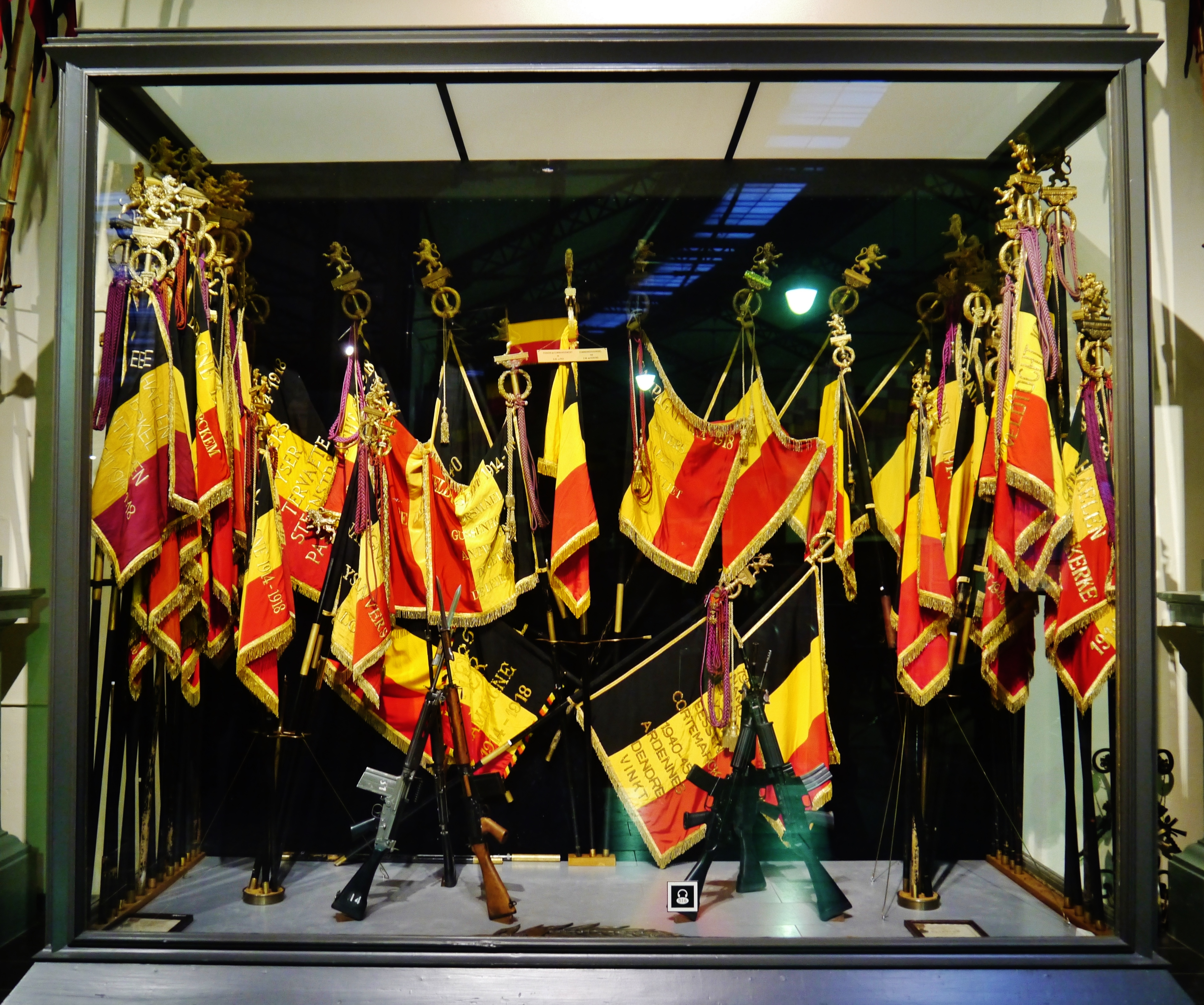
vitrine met wimpels en standaarden van Belgische regimenten.

Het Koninklijk Museum van het Leger en de Krijgsgeschiedenis (of Koninklijk Legermuseum) ligt in het Jubelpark van Brussel.
Op het einde van de 19de eeuw had koning Leopold II plannen om de hoofdstad uit te bouwen tot een stad die de evenknie van Parijs moest zijn. Op het moerassige terrein dat de Burgerwacht gebruikte om schietoefeningen te houden, werd een park aangelegd met daarin enkele expositiehallen.

## Geschiedenis
Het museum werd opgericht ter gelegenheid van de wereldtentoonstelling van 1910 met goedkeuring van koning Albert. De toenmalige collectie werd in 1923 in een bijgebouw van het Jubelpark ondergebracht, de toegang was gratis. De eerste conservator was een jonge officier, Louis Leconte en het beheer viel onder de verantwoordelijkheid van defensie.
In 2016 werd besloten de gratis toegang af te schaffen en een inkomgeld te vragen, omwille van besparingen die Defensie moest doorvoeren.
Sinds 2017 valt het museum onder het beheer van het War Heritage Institute. Tegen 2030 zou de Jubelparksite gerenoveerd worden, met  vernieuwde museumgebouwen en een zone gewijd aan wetenschappelijke innovatie en mensenrechten.
In 2023 vierde het museum zijn 100e verjaardag. In 2024 oordeelde de Raad van State dat de verzameling niet beschermd kan worden.

## Bestuur
De directeur van het Koninklijk Museum, wordt benoemd per koninklijk besluit.
- 2008: Dominique Hanson[8]
- 2014-2016:Christine Van Everbroeck
- 2016: generaal Oger Pochet[9]

## Collecties
Het museum bezit een overzicht van meer dan tien eeuwen militaire geschiedenis. De verzameling gaat van harnassen en meesterlijk bewerkte degens over kostbare vuurwapens tot hedendaagse pantsers en vliegtuigen.
Uniformen uit binnen- en buitenland illustreren dan weer de evolutie van de militaire uitrusting of de invloed van de burgermode op de militaire kledij, de Belgische onafhankelijkheid en militaire politiek, het wel en wee van het vorstenhuis en de grote wereldconflicten. Daarnaast is het museum ook een documentatiecentrum.
De erkende verzamelingen:
- vuurwapens
- textiel en uniformen
- schilderijen
- eretekens en onderscheidingen
- emblemen
- wapens en harnassen

Topstukken:
- verschillende militaire uniformen van Koning Leopold I, Leopold II, Koning Albert I en keizer Willem II.[10] Ook een uniform van Herman Fegelein behoort tot de collectie.
- Mark IV-tank.

## Galerij

Afbeeldingen van de collectie
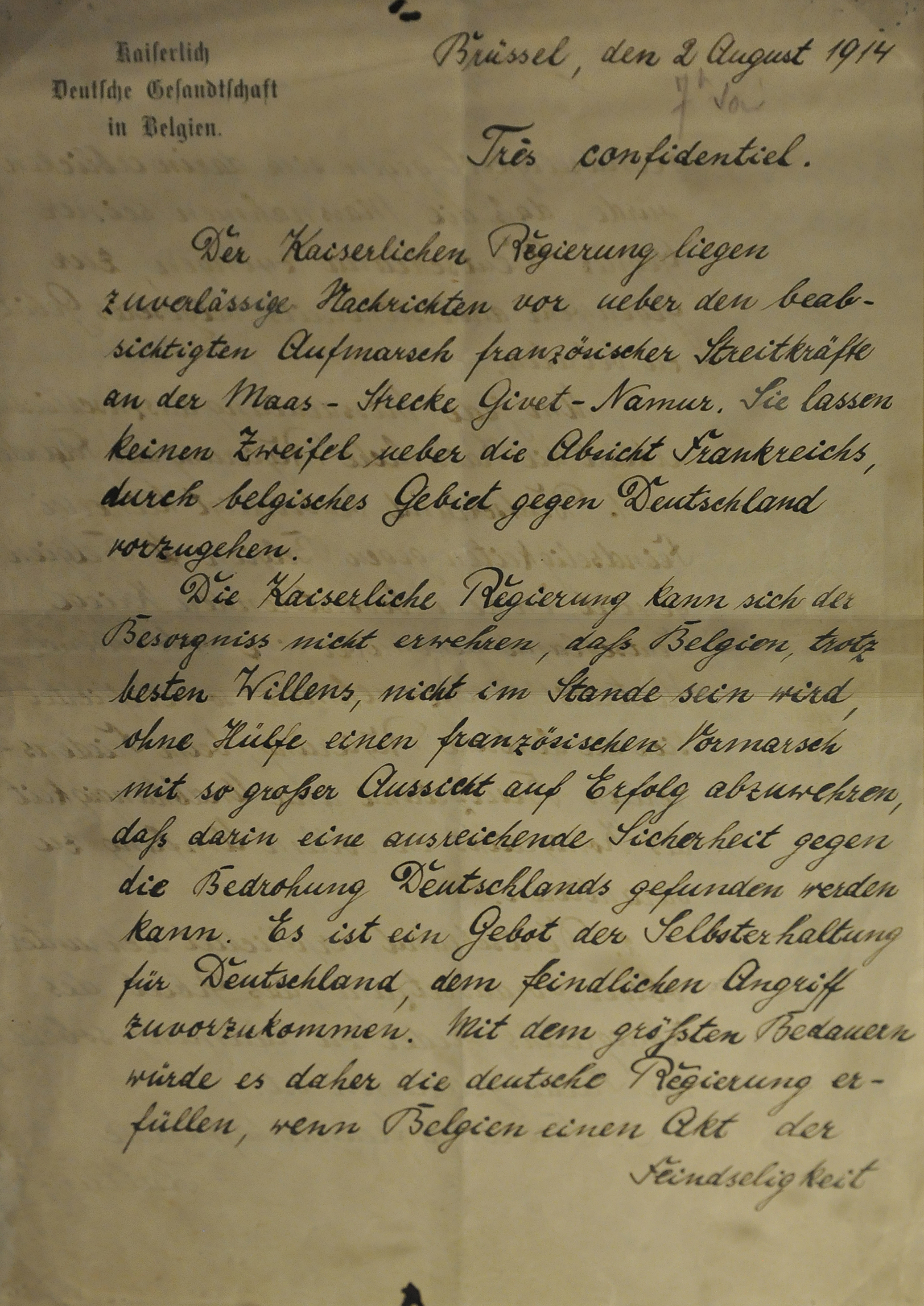
Duits ultimatum aan België op 2 augustus 1914
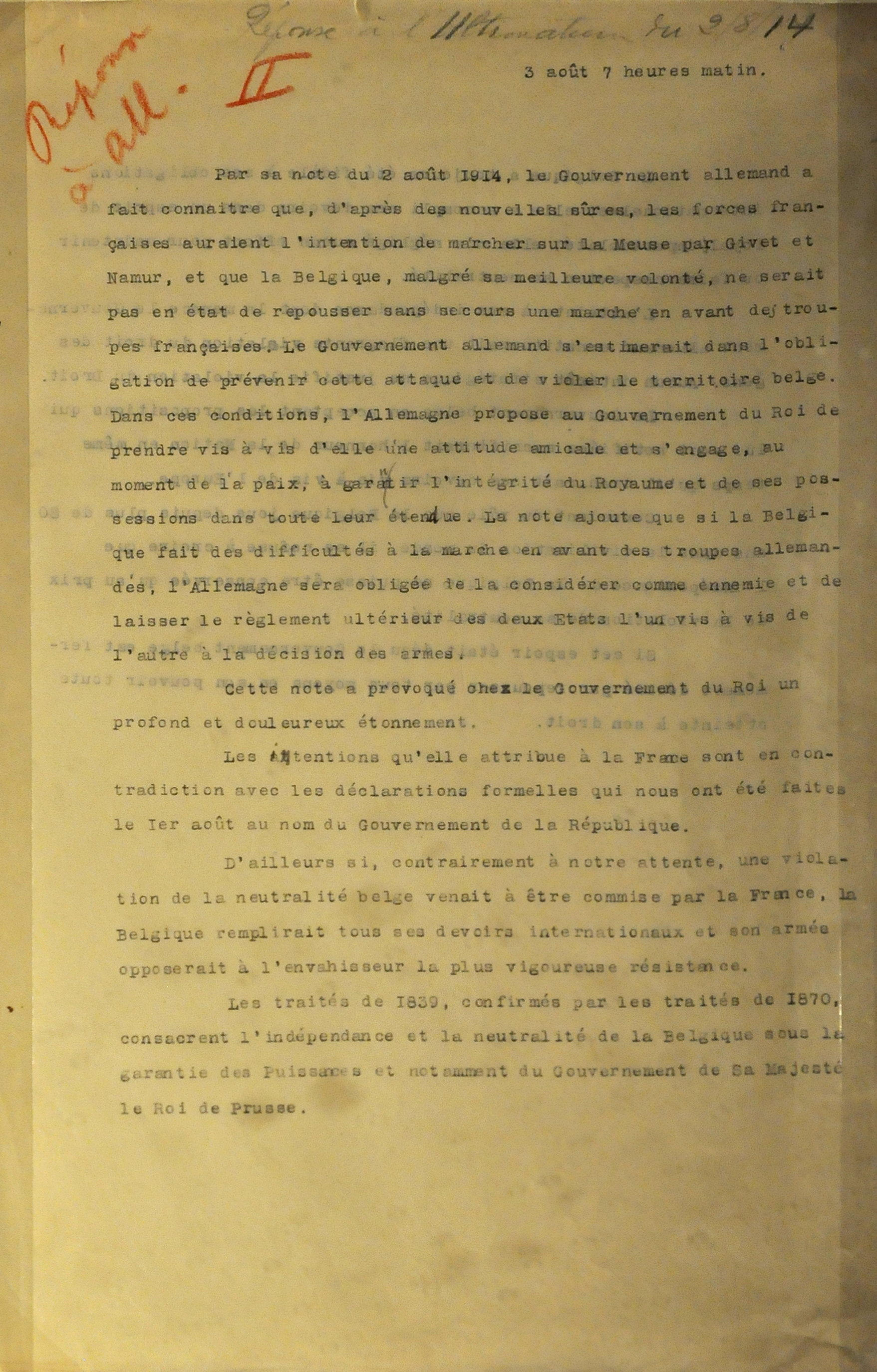
Voorbereiding van het Belgisch antwoord op het ultimatum op 3 augustus 1914
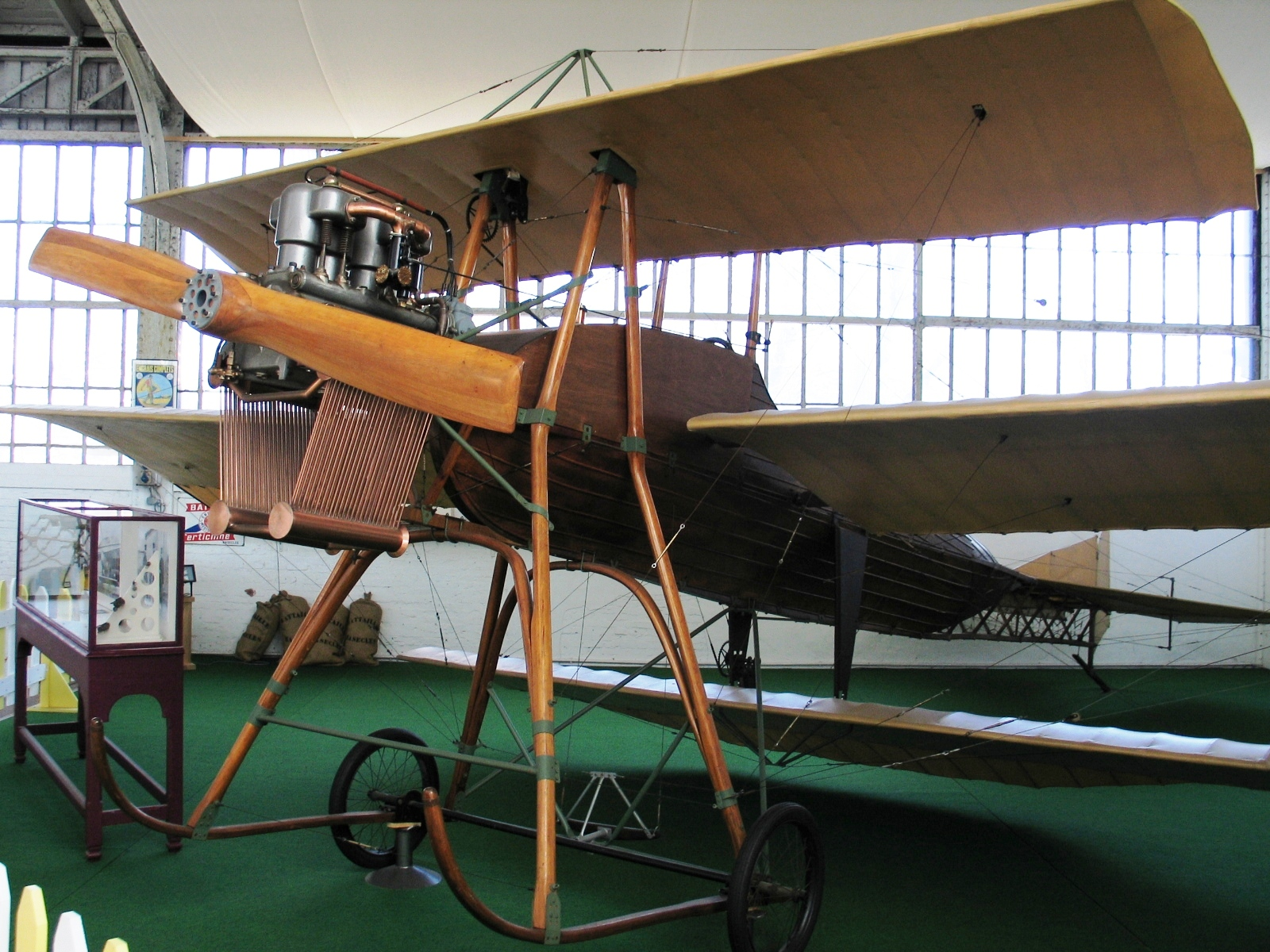
De driedekker van César Battaille (29 jan 2005)
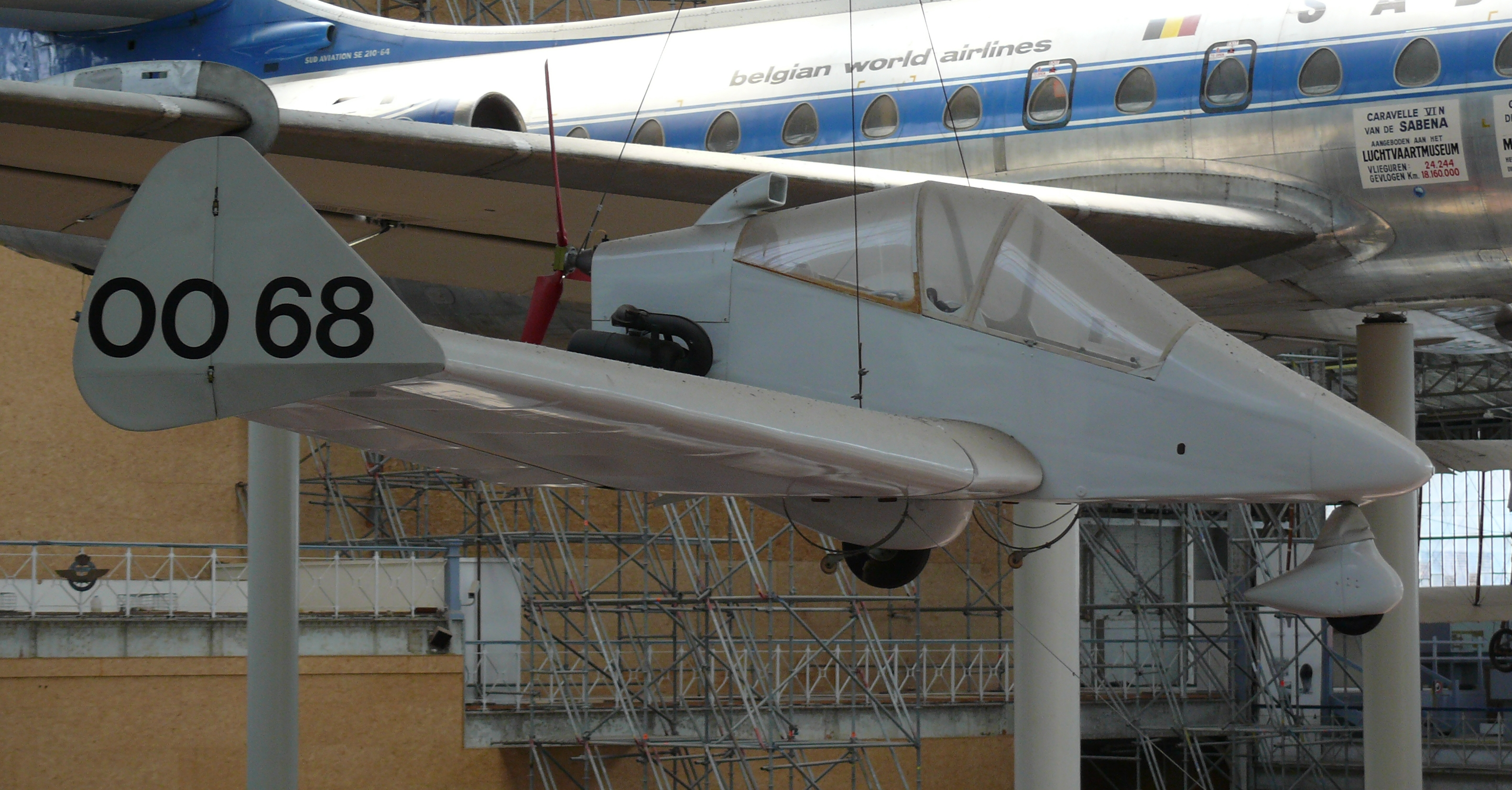
De Pottier P40 van Jean Pottier, de ontwerper van 16 zelfbouwvliegtuigen, waaronder de P50